# Верблюжий регистр
«Верблюжий регистр» (англ. Camel case), также «горбатый регистр», «верблюжий стиль», «верблюжья нотация» — стиль написания составных слов, при котором несколько слов пишутся слитно без пробелов, при этом каждое слово внутри фразы пишется с прописной буквы. Стиль в английском языке получил название CamelСase, поскольку прописные буквы внутри слова напоминают горбы верблюда (англ. Camel).
Частным случаем стиля является lowerCamelCase, когда с прописной буквы пишутся все слова, кроме первого.

## Примеры
Примеры написания «верблюжьим регистром»: BackColor, backColor, CamelCase.
Иногда встречаются также следующие названия этого стиля:
| - BiCapitalization - BumpyCaps - BumpyCase - CamelCaps - CamelHumpedWord | - CapWords - ClCl (Capital-lower Capital-lower) иногда ClC - CoolCaps - HumpBackNotation | - InfixCaps - InterCaps - InternalCapitalization - MixedCase или mixedCase - Multicapitalization | - NerdCaps - PascalCase - PolyCaps - WordCase - WordMixing - WordsStrungTogether или WordsRunTogether |

## Применение

CamelCase

«Верблюжий регистр» широко используется в языках программирования:
- В языке Java принято использовать UpperCamelCase для именования классов и lowerCamelCase — для именования экземпляров классов и методов.
- В Microsoft .NET принято использовать UpperCamelCase для именования классов и методов.
- В PEP8, руководстве по написанию кода на языке Python, стиль CamelCase предлагается к использованию для имён классов.
- В языке Wolfram Language стиль CamelCase используется для именования переменных, функций и опций. При этом объекты, встроенные в язык, всегда именуются в стиле UpperCamelCase, а для объектов, создаваемых программистом, принято использовать lowerCamelCase.

Использование «верблюжьего регистра» в коде программы определяется личным вкусом программиста, если проект невелик по размеру. В крупных проектах, как правило, существует специальный документ, определяющий правило создания имён (переменных, функций, констант и пр.) для всех участников проекта.
Некоторые среды разработки (например, Qt Creator) предоставляют возможность автозаполнения по прописным буквам при использовании «верблюжьего регистра» (sCM → setContentMargins).
Принято считать альтернативным способом создания имён в программном коде стиль_змеиный_регистр (англ. snake_case), через_подчёркивание, или его вариант шашлычный-регистр (позвоночный-регистр) с дефисами, используемый в Лиспе. Тем не менее стили можно смешивать (например: среднее_КоличествоЯблок), поскольку стили создания имён являются лишь условной договорённостью и не влияют на работу программы.
Собственно стили появились из-за того, что в коде программы желательно иметь осмысленные имена переменных (описывающие смысл содержащегося в переменной значения), но не слишком длинные, а правила синтаксиса языков программирования налагают ограничения на средства для создания имён (к примеру, в большинстве языков допускается использование только буквенных символов, цифр и знака подчёркивания).
В некоторых wiki-движках, особенно ранних, используются CamelCase-ссылки (текст в CamelCase-стиле автоматически отображается как ссылка на другую wiki-страницу). К таким движкам относятся, например, MoinMoin, TWiki, JSPWiki, FlexWiki и DokuWiki.